# 艾氏紅娘魚
艾氏紅娘魚，為輻鰭魚綱鮋形目牛尾魚亞目角魚科的其中一種，分布於中西太平洋的菲律賓海域，為底棲性魚類，屬肉食性。

## 擴展閱讀
維基物種上的相關：艾氏紅娘魚